# Cròs Manhon

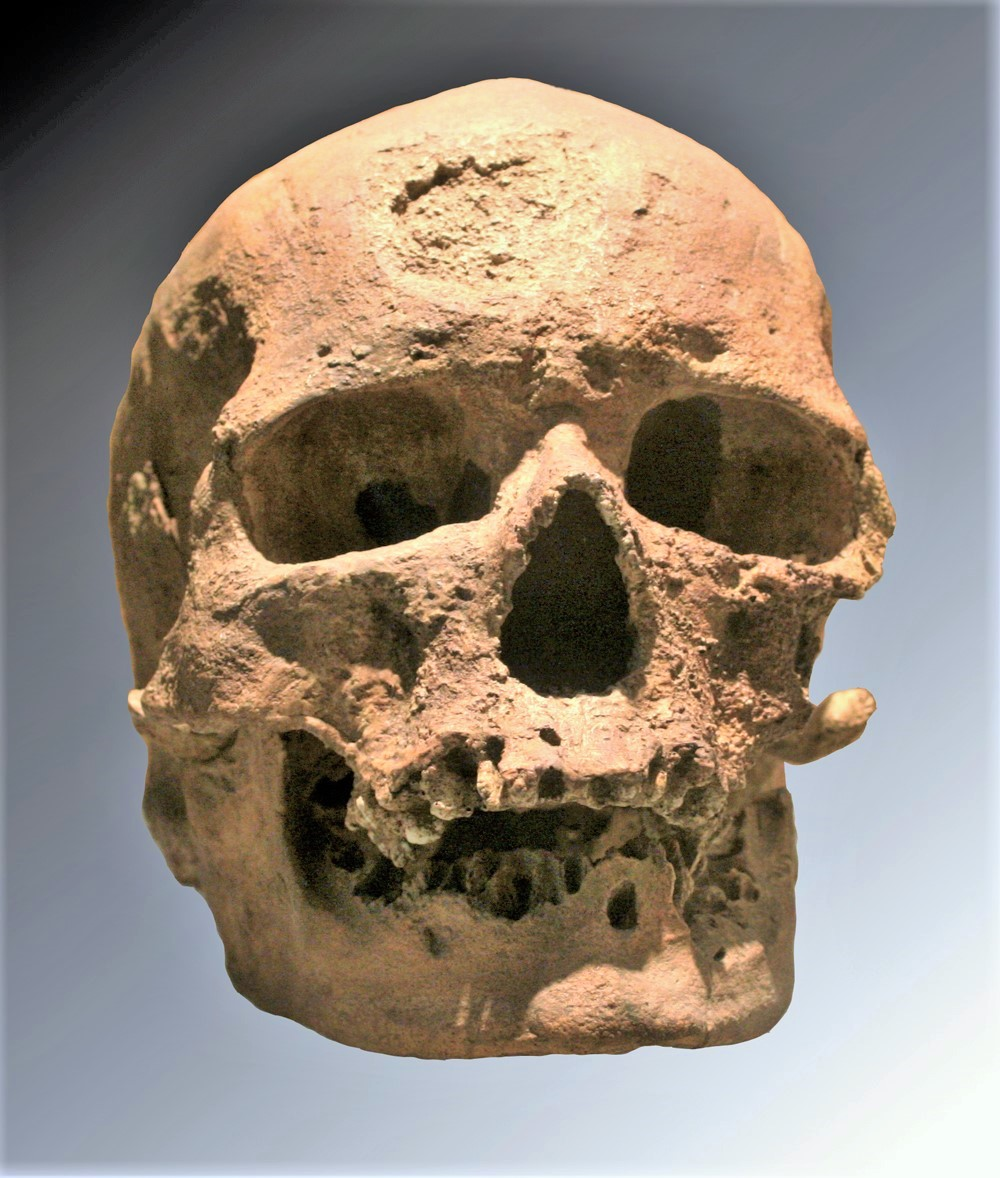
Un dels cranis trobats en l'abric Cròs Manhon, Museu de l'Home de París

Cròs Manhon (francès: Cro-Magnon) és un refugi rocallós de Las Eisiás de Taiac (Salardès, Guiena), al departament de la Dordonya, descobert l'any 1868, en el qual hom trobà les restes de cinc esquelets d'una ètnia humana de l'època aurinyaciana, coneguda com a home de Cromanyó. Va ser declarat Patrimoni de la Humanitat per la UNESCO l'any 1979, i forma part dels «llocs prehistòrics i grutes decorades de la vall del Vézère», amb el codi 85-001.

## Història i etimologia
El 1868, durant els treballs de construcció del ferrocarril a Las Eisiás, el geòleg Louis Lartet (1840-1899) va trobar aquí les restes de cinc esquelets d'una ètnia humana de l'època aurinyaciana, coneguda en endavant com home de Cro-Magnon. Tenien al voltant de 30.000 anys d'antiguitat, i es tractava de tres homes, una dona i un nadó. El lloc on es van trobar era terreny pertanyent al Sr. Magnon, al peu d'un penya-segat formant un refugi natural (cròs vol dir 'cavitat; cova; lloc fondo, sot, clot; tomba; bres' en occità); per això es donà aquest nom a aquest nou ésser humà. Posteriorment, va haver-n'hi troballes a tot Europa i Orient Pròxim.